# Лу Ґуймен
Лу Ґуймен (陸龜蒙, д/н —881) — китайський поет та літератор часів династії Тан.

## Життєпис
Про дату народження немає відомостей. Родом з Гусу (сучасне Сучжоу провінції Цзянсу). Обставини раннього періоду його життя не достатньо відомі. Відмовився від здобуття вченого ступеню. Деякий час служив в Хучжоу, але згодом повернувся до рідного міста. Поселився поблизу річки Сунцзян у своєму невеличкому маєтку, де вів життя відлюдника. Помер у місті Пулі (сучасний Лучжі).

## Творчість
Був одним з відомих поетів часів падіння династії Тан. До його доробку входять збірки віршів «Сонлі» та «Пулі». Найвідомішими є вірші «Нові береги» та «Білий лотос». За талантом порівнювався з Пі Жисю, тому час «занепаду Тан», коли творили обидва ці поети, сучасниками було названо «часом Пі й Лу».
Крім таланту до віршування, уславився як теоретик літератури і автор публіцистичних творів, значну частину з яких складають книги з агрономії.